# تیمو تامما
تیمو تامما (استونیایی: Timo Tammemaa؛ زادهٔ ۱۸ نوامبر ۱۹۹۱) بازیکن والیبال اهل استونی است.
از باشگاه‌هایی که در آن بازی کرده‌است می‌توان به باشگاه والیبال نولیکو مازک اشاره کرد.